# Alexa Lemitre
Alexa Lemitre (* 10. April 1998 in Albi) ist eine französische Leichtathletin, die sich auf den Mittelstreckenlauf sowie den Hindernislauf spezialisiert hat.

## Sportliche Laufbahn
Erste internationale Erfahrungen sammelte Alexa Lemitre bei den Crosslauf-Europameisterschaften 2015 in Hyères, bei denen sie nach 14:00 min den 23. Platz im U20-Rennen belegte. Im Jahr darauf schied sie bei den U20-Weltmeisterschaften in Bydgoszcz mit 10:27,40 min in der Vorrunde über 3000 m Hindernis aus und 2017 belegte sie bei den U20-Europameisterschaften in Grosseto in 10:25,76 min den sechsten Platz. Anschließend erreichte sie bei den Crosslauf-Europameisterschaften in Šamorín nach 14:31 min Rang 23 im U23-Rennen. Im Jahr darauf klassierte sie sich bei den U23-Mittelmeer-Meisterschaften in Jesolo mit 10:33,73 min den achten Platz über 3000 m Hindernis und 2019 gewann sie bei den erstmals ausgetragenen U23-Mittelmeer-Hallenmeisterschaften in Miramas in 4:23,23 min die Silbermedaille im 1500-Meter-Lauf hinter der Spanierin Celia Antón. Mitte Juli wurde sie bei den U23-Europameisterschaften in Gävle in 10:12,40 min Neunte im Hindernislauf. Bei den Crosslauf-Europameisterschaften 2021 in Dublin gewann sie in 18:05 min die Silbermedaille in der Mixed-Staffel hinter dem Team aus dem Vereinigten Königreich und im Jahr darauf belegte sie bei den Mittelmeerspielen in Oran in 9:52,65 min den siebten Platz.

## Persönliche Bestzeiten
- 1500 Meter: 4:15,72 min, 9. Juni 2021 in Marseille
  - 1500 Meter (Halle): 4:13,94 min, 21. Februar 2021 in Miramas
  - 3000 Meter (Halle): 8:57,97 min, 14. Februar 2022 in Val-de-Reuil
- 3000 m Hindernis: 9:46,29 min, 16. Juli 2022 in Ninove